# Le Mari déchaîné
Pour plus de détails, voir Fiche technique et Distribution.
Le Mari déchaîné (A Little Bit of Fluff) est un film britannique réalisé par Wheeler Dryden et Jess Robbins, sorti en 1928.
C'est l'unique long métrage réalisé par Wheeler Dryden, demi-frère de Charlie Chaplin.

## Fiche technique
- Titre : Le Mari déchaîné
- Titre original : A Little Bit of Fluff
- Réalisation : Wheeler Dryden et Jess Robbins
- Scénario : 	Jess Robbins d'après la pièce burlesque A Little Bit of Fluff de Walter W. Ellis
- Photographie : René Guissart, George Pocknall
- Production : British International Pictures
- Distribué par : Wardour Films (UK),  Metro-Goldwyn-Mayer (US)
- Dates de sortie : 
  - Royaume-Uni : mai 1928
  - États-Unis : 26 juillet 1928
  - France : 14 juin 1929

## Distribution
- Sydney Chaplin : Bertram Tully
- Betty Balfour : Mamie Scott
- Edmund Breon : John Ayres
- Nancy Rigg : Violet Tully
- Clifford McLaglen : Henry Hudson
- Annie Esmond : tante Agatha
- Enid Stamp-Taylor : Susie West
- Cameron Carr : Fred Carter
- Haddon Mason : The Wasp
- Harry McCoy